# Lucas Sanabria
Lucas Daniel Sanabria Brítez (Asunción, Paraguay; 13 de setiembre de 1999) es un futbolista paraguayo. Juega de centrocampista y su equipo actual es el Club Libertad de la Primera División de Paraguay.

## Trayectoria
Realizó las inferiores en el Club Libertad. Debutó el 16 de diciembre de 2016, en el partido que su equipo Libertad le ganó 1 a 0 al Club General Caballero por la vigésima segunda fecha del Torneo Clausura 2016.

## Estadísticas
Actualizado al último partido disputado el 6 de noviembre de 2022
| Club              | Div.          | Temporada     | Liga  | Liga  | Copas nacionales | Copas nacionales | Copas internacionales | Copas internacionales | Total | Total |
| Club              | Div.          | Temporada     | Part. | Goles | Part.            | Goles            | Part.                 | Goles                 | Part. | Goles |
| ----------------- | ------------- | ------------- | ----- | ----- | ---------------- | ---------------- | --------------------- | --------------------- | ----- | ----- |
| Libertad Paraguay | 1.ª           | 2016          | 1     | 0     | —                | —                | 0                     | 0                     | 1     | 0     |
| Libertad Paraguay | 1.ª           | 2019          | 3     | 0     | —                | —                | 0                     | 0                     | 3     | 0     |
| Libertad Paraguay | 1.ª           | 2020          | 3     | 0     | —                | —                | 2                     | 0                     | 5     | 0     |
| Libertad Paraguay | 1.ª           | 2021          | 1     | 0     | —                | —                | 1                     | 0                     | 2     | 0     |
| Libertad Paraguay | 1.ª           | 2023          | 0     | 0     | —                | —                | 0                     | 0                     | 0     | 0     |
| Libertad Paraguay | Total club    | Total club    | 8     | 0     | 0                | 0                | 3                     | 0                     | 11    | 0     |
| Tacuary Paraguay  | 1.ª           | 2022          | 36    | 4     | —                | —                | —                     | —                     | 36    | 4     |
| Tacuary Paraguay  | Total club    | Total club    | 36    | 4     | 0                | 0                | 0                     | 0                     | 36    | 4     |
| Total carrera     | Total carrera | Total carrera | 44    | 4     | 0                | 0                | 3                     | 0                     | 47    | 4     |